# Diplocentrus motagua
Espèce
Diplocentrus motagua est une espèce de scorpions de la famille des Diplocentridae.

## Distribution
Cette espèce est endémique du département de Zacapa au Guatemala. Elle se rencontre vers Río Hondo et Cabañas.

## Description
Le mâle holotype mesure 37,58 mm et la femelle paratype 33,03 mm.

## Étymologie
Son nom d'espèce lui a été donné en référence au lieu de sa découverte, la vallée du Motagua.

## Publication originale
- Armas & Trujillo, 2009 : Nueva especie de Diplocentrus Peters, 1861 (Scorpiones: Scorpionidae) de Guatemala. Boletin de la Sociedad Entomológica Aragonesa, vol. 45, p. 67-72 (texte intégral).